# Agamo
L'Agamo è un torrente del medio novarese. Esso è il principale affluente del Terdoppio Novarese.

## Percorso
Il torrente nasce a circa 300 m s.l.m. presso la frazione Gagnago di Borgo Ticino. Dopo circa 1 km, entra nel comune di Divignano, scorrendo nel centro abitato; successivamente riceve il Rio Quarasca presso Mezzomerico dove, dopo circa 2 km, presso la frazione Le Fornaci, sfocia nel Terdoppio.

## Importanza storica
Le acque del torrente, ed in modo particolare, quelle del suo affluente Quarnasca sono state utilizzate per l'approvvigionamento idrico dei comuni di Divignano e Borgo Ticino.

## Problemi
Poiché, come già detto, le acque sono state utilizzate per l'approvvigionamento idrico, le sorgenti sono rimaste interrate; questo, nel corso del tempo, ha ridotto sensibilmente la portata dell'Agamo.
Per ampi periodi infatti nel greto ciottoloso non scorre acqua. La fauna ittica dunque è completamente assente, a parte quando il torrente si gonfia per le precipitazioni e talvolta capita che qualche trota risalga il corso dal Terdoppio.